# Egolzwil
Egolzwil is een gemeente en plaats in het Zwitserse kanton Luzern en maakte deel uit van het district Willisau tot op 1 januari 2008 de districten van Luzern werden afgeschaft.

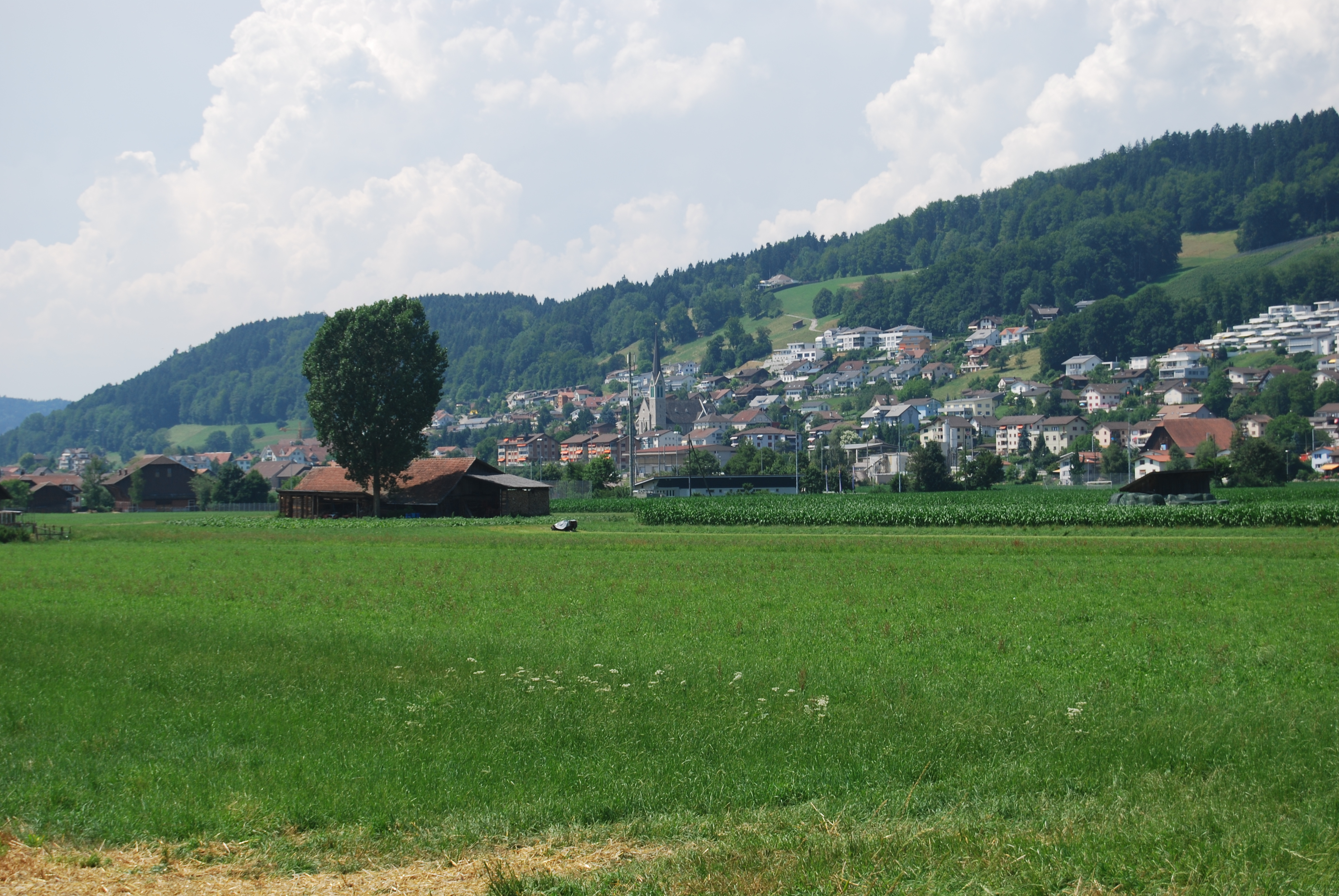
Egolzwil

Egolzwil telt 1.268 inwoners.